# Stara Wieś (powiat pajęczański)
Stara Wieś – kolonia w  województwie łódzkim     w powiecie    pajęczańskim w gminie Rząśnia.
W latach 1975–1998 miejscowość administracyjnie należała do województwa łódzkiego.